# Help! (canción)
«Help!» —en español: «¡Socorro!» o «¡Ayuda!»— es una canción de la banda británica de rock The Beatles que está incluida en el álbum homónimo. También fue la canción principal del filme Help!, y un sencillo. La canción fue compuesta principalmente por John Lennon,  en colaboración con Paul McCartney, y está acreditada a Lennon-McCartney.
Se considera la primera canción compuesta por The Beatles que no tiene una temática amorosa o de "relación chico-chica".

## Inspiración
Como es revelado en la miniserie The Beatles Anthology, John Lennon escribió la letra de la canción para expresar su estrés debido al rápido éxito de los Beatles en los primeros años del grupo.
El resto de la banda se sorprendió al escuchar eso, pero lo consideraron normal. Lennon sintió que era casi imposible para los fanáticos concebir el origen de la canción debido a la protección que la imagen de los Beatles había creado.
En un recopilatorio de entrevistas de la revista Rolling Stone, Lennon dijo que debido a su honestidad, esta era una de sus favoritas entre las canciones de los Beatles que escribió, pero que hubiese deseado que la hubieran grabado en un tiempo más lento.
Esto fue hecho por U2 cuando tocaron esta canción durante sus conciertos de 1986 y 1987; también por Bon Jovi durante su gira de 1993, y Noel Gallagher, quien la interpretó en algunos conciertos de Oasis. Paul McCartney también la lentificó un poco cuando la tocó durante su gira de conciertos de 1990 como parte de un tributo a Lennon.
Una canción muy personal para John, o al menos eso afirmó más tarde cuando Help! salió oficialmente el '65, esto fue lo que dijo en una entrevista con Playboy el 1980:

«En realidad estaba pidiendo ayuda a gritos de tal forma que no me di cuenta en ese momento;...Acababa de escribir la canción, me lo encargaron para presentarla en la película, pero más tarde supe realmente que estaba pidiendo ayuda a gritos. Era mi periodo del "Elvis Gordo". Viste la película: El e...era muy gordo, muy inseguro y perdió al verdadero Elvis en sí mismo.»

John trató de conseguir la canción en la versión lenta, pero como en siguientes sencillos se dedicó a ir a lo rápido, aunque bien se sabe que Paul McCartney si interpretó la canción en lento, igual que los artistas ya mencionados.

## En directo
Los Beatles tocaron «Help!» por primera vez en directo el 1 de agosto de 1965 en el ABC Theatre de Blackpool en el marco del European Tour 1965. Se mantuvo en el repertorio hasta finales de 1965. A partir de 1966 ya no se la incluyó en el repertorio en directo del grupo.
A pesar de ser una de las más famosas canciones que publicó la banda de Liverpool, de los cuatro Beatles, después de que la banda se separase, solamente Paul McCartney la volvió a interpretar en directo. Lo hizo en 1990, en algunos conciertos de su gira The Paul McCartney World Tour. Después de esa gira no la volvió a interpretar más.
Sin embargo, debido a que la canción está considerada un himno, muchos cantantes y grupos la han interpretado alguna vez en directo en alguno de sus conciertos; es el caso de Tina Turner, U2, Bon Jovi, Oasis, Kylie Minogue, John Farnham y Dolly Parton, entre otros.

### Live at Shea Stadium

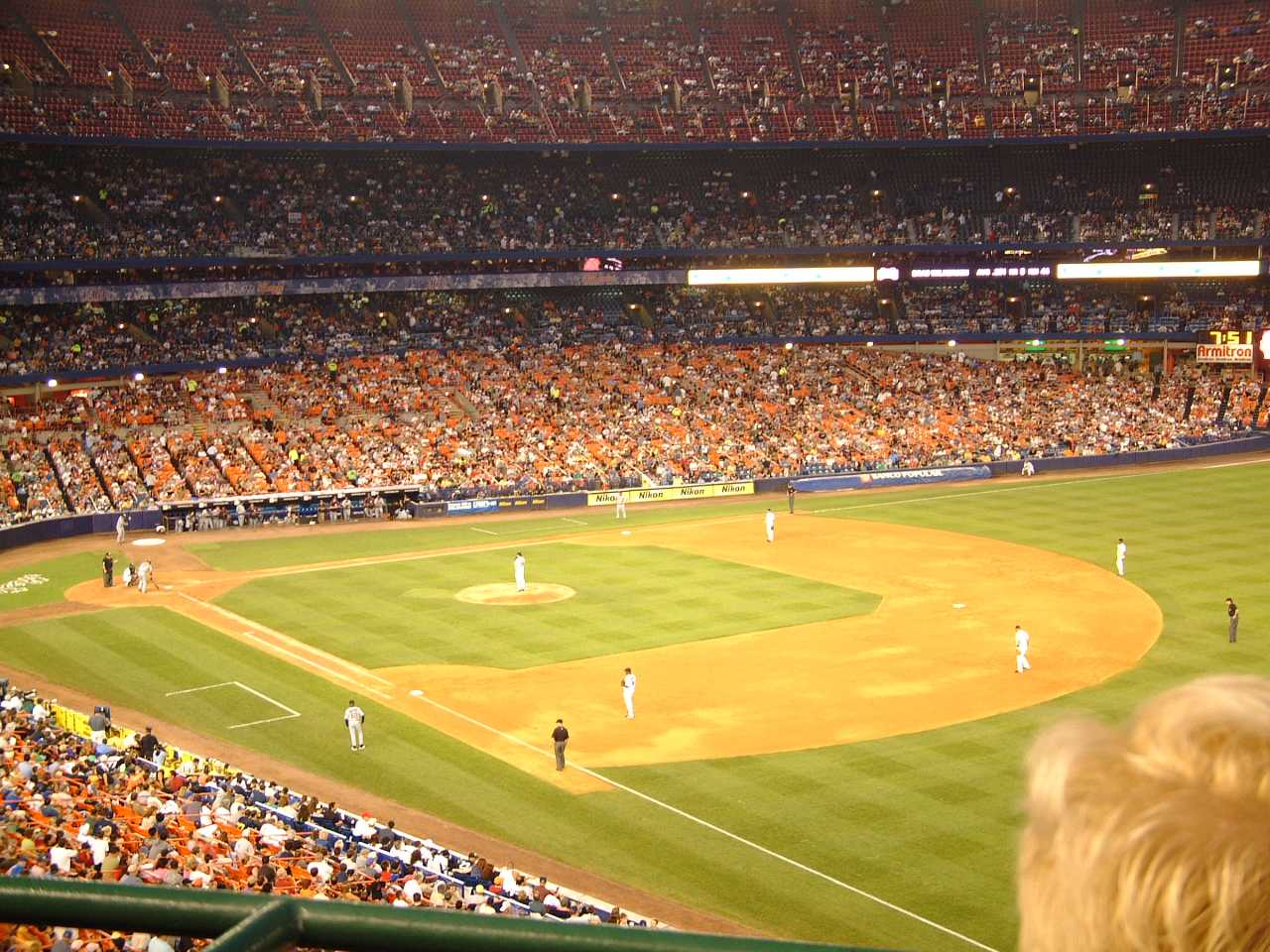
El Shea Stadium, donde interpretaron Help! en 1965.

Una de las apariciones en vivo más memorables de The Beatles, fue en el Shea Stadium, el 15 de agosto de 1965 con un público frenético de 55.600 personas, grabado todo en un documental de 50 minutos producido por Ed Sullivan, NEMS Enterprises Ltd. y la compañía de The Beatles, Subafilms Ltd. Presentaron Help! como penúltima canción.

## Personal

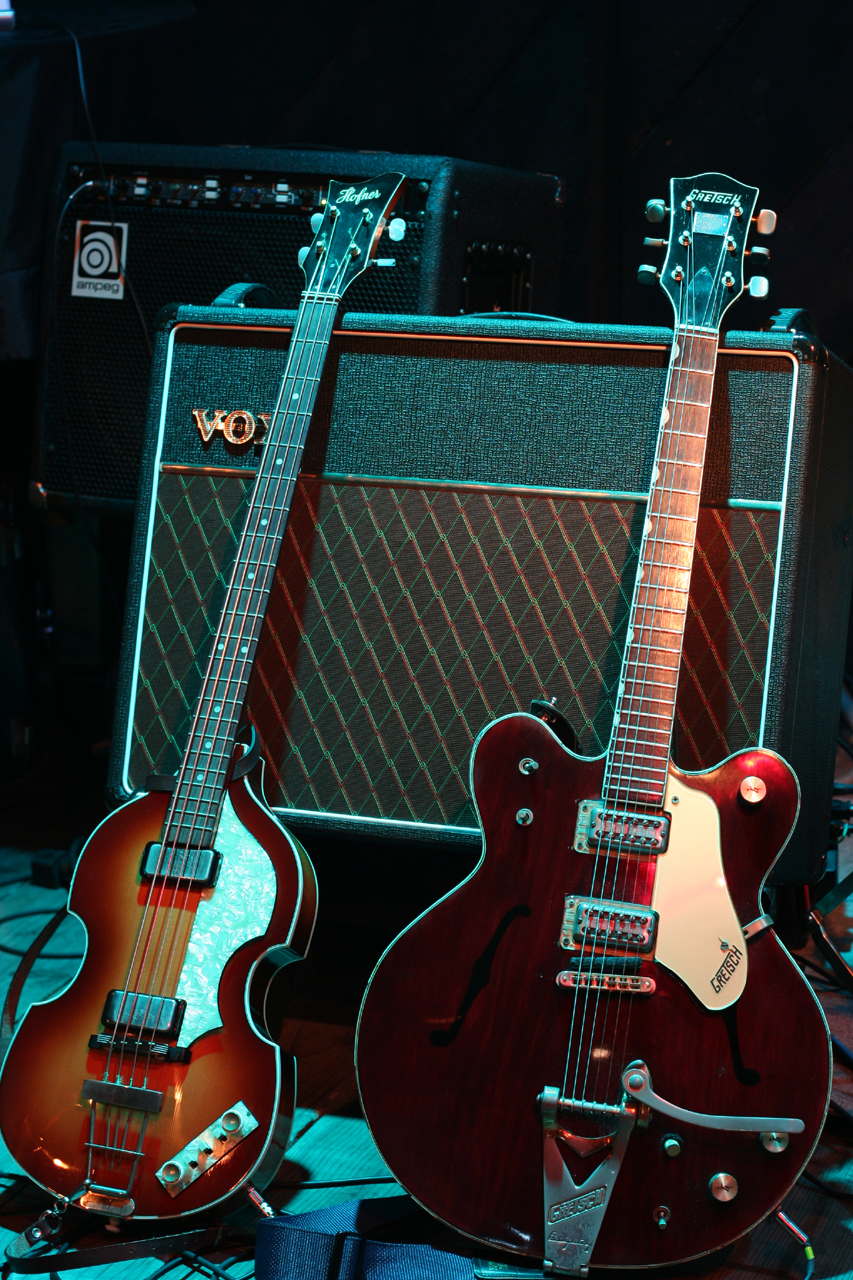
Un Höfner "violín bass" parecido al de McCartney (izq), y una guitarra Gretsch (der), misma marca que usó Harrison.

- John Lennon - voz principal y coros, guitarra acústica de 12 cuerdas (Framus Hootenany).
- Paul McCartney - bajo (Höfner 500/1 63') y coros.
- George Harrison - guitarra principal (Gretsch Tennessean) y coros.
- Ringo Starr - batería (Ludwig Super Classic) y pandereta.

## Posición en las listas
| Año  | País           | Lista               | Posición | Semanas N.º 1 | Semanas en lista |
| ---- | -------------- | ------------------- | -------- | ------------- | ---------------- |
| 1965 | Reino Unido    | Record Retailer     | 1        | 3             | 14               |
| 1965 | Reino Unido    | New Musical Express | 1        | 4             |                  |
| 1965 | Reino Unido    | Melody Maker        | 1        | 4             | 13               |
| 1965 | Estados Unidos | Billboard Hot 100   | 1        | 3             | 13               |
| 1965 | Estados Unidos | Record World        | 1        | 1             |                  |
| 1965 | Estados Unidos | Cash Box            | 1        | 3             |                  |

## Otras versiones
Existe una versión diferente de The Beatles, para el álbum del mismo nombre en Estados Unidos, esta versión venía con una orquesta, lo que resulta una versión de la canción que ofrece una parodia de la música de tipo James Bond, con una breve introducción de 15 segundos La canción también salió en The Beatles/1962-1966 de 1973, la introducción fue dejada en la pista e incluso muchas radioemisoras la transmitían a menudo en su versión orquestal.
"Help!" también ha sido interpretada por U2, Bon Jovi, Deep Purple, The Carpenters, Bananarama, Dolly Parton, Tina Turner, John Farnham, Rick Wakeman, The Damned, Vanilla Sky, McFly, Caetano Veloso, Los Xochimilcas, Silverstein, Howie Day, Roxette y Miley Cyrus y más recientemente por Big Time Rush en su película Big Time Movie junto a otras 5 canciones. John Lennon alguna vez comentó que su versión favorita de la canción había sido grabada por Henry Gross.

## En la cultura popular
- En un episodio de la comedia de ABC TV, Full House, los protagonistas estaban en un cuarto gritando todo al tiempo Ayuda!, pero un tercero afirma que solo grababan una canción.
- En un episodio de la serie de Nickelodeon, Henry Danger los personajes Jasper y Piper, al quedar encerrados en la tienda de antigüedades, empiezan a gritar "¡Ayuda!" mientras tocan una batería, a lo que Ray dice "Es la peor versión que he escuchado de Help".
- En un capítulo de la versión argentina de Casados con hijos, se escucha la sección introductoria de este tema como parte del corte de escena luego de que Pepe Argento se comparase con su vecino Dardo con Paul McCartney y John Lennon.